# Menzies Shire
Menzies Shire är en kommun i regionen Goldfields-Esperance i Western Australia. Kommunen har en yta på 124 635 km², och en folkmängd på 384 enligt 2011 års folkräkning. Huvudort är Menzies.